# 赤池町 (日進市)
赤池町（あかいけちょう）は、愛知県日進市の町名。12の小字が存在する。郵便番号は470-0126（集配局：日進郵便局）。

## 地理
日進市南西端に位置し、東は浅田町・梅森町・東郷町大字和合、西は名古屋市天白区平針・天白町大字平針（字荒池下）、南は名古屋市緑区東神の倉・東郷町大字春木、北は名古屋市天白区梅が丘に接する。町域は現在北西側と南東側の2つに分かれており、間に赤池一〜五丁目と赤池南一〜二丁目を挟んでいる。
かつては農村地域であったが、1978年に名古屋市営地下鉄鶴舞線 赤池駅が現赤池一丁目に開業して以降、急速に宅地化が進んだ。北西部には農地が一部残っている。

### 字一覧
出典 : 
- 北山（きたやま）
- 下郷（しもごう）
- 下田（しもだ）
- 大応寺（だいおうじ）
- 長田（ちょうだ）
- 中島（なかじま）
- 流（ながれ）
- 西組（にしぐみ）
- 箕ノ手（みのて）
- 村東（むらひがし）
- モチロ
- 屋下（やした）

### 河川
- 天白川
- 豊田川
- 繁盛川

### 湖沼
- 上納池

## 歴史
愛知郡赤池村を前身とする。
1872年（明治5年）に大区小区制が施行された際、現日進市域の他の村が第2大区第11小区所属となる一方で、赤池村のみ第2大区第10小区に属した。その後1878年（明治11年）施行の郡区町村編制法により愛知郡が39の組に分けられた際には、赤池村は野並村・島田村・植田村・平針村（現名古屋市天白区など）と共に32組となった。そのため平針村との繋がりが強く、赤池村の児童は1889年（明治22年）に赤池学校が開校するまで、平針村の平池学校に通学していたとされている。

### 町名の由来
『尾張国地名考』（津田正生著）の愛知郡赤池村の項には「正字なり」とあり、かつて赤い色をした池があったことによる説のほか、龍淵寺の西にあった泉が、当初閼伽水（あかみず）と言われていたのが次第に大きくなり、閼伽池（あかいけ）と呼ばれるようになったいう説があるが、定かではない。

### 沿革
- 1889年（明治22年）10月1日 - 町村制施行・合併に伴い、愛知郡香久山村大字赤池となる[10]。
- 1906年（明治39年）5月10日 - 合併に伴い、日進村大字赤池となる[10]。
- 1958年（昭和33年）1月1日 - 町制施行に伴い、日進町大字赤池となる[10]。
- 1976年（昭和51年）2月1日 - 一部が名古屋市天白区に編入され、同区大字赤池となる[12]。
- 1986年（昭和61年）8月10日 - 天白区大字赤池の全域が同区平針二〜三丁目となる[12]。
- 1994年（平成6年）10月1日 - 市制施行に伴い、日進市赤池町となる。同時に一部が赤池一〜五丁目となる[13][14]。
- 2008年（平成20年）5月24日 - 一部が赤池南一〜二丁目となり、一部を赤池四丁目へ編入[15]。
- 2011年（平成23年）11月5日 - 一部が天白区荒池二丁目へ編入される[16]。

## 世帯数と人口
2019年（令和元年）7月1日現在の世帯数と人口は以下の通りである。
| 町丁   | 世帯数    | 人口    |
| ------ | --------- | ------- |
| 赤池町 | 1,534世帯 | 3,904人 |

### 人口の変遷
国勢調査による人口の推移
| 1995年（平成7年）  | 2,764人 | [ 17 ] |  |
| 2000年（平成12年） | 3,063人 | [ 18 ] |  |
| 2005年（平成17年） | 3,674人 | [ 19 ] |  |
| 2010年（平成22年） | 2,829人 | [ 20 ] |  |
| 2015年（平成27年） | 3,137人 | [ 21 ] |  |

## 学区
市立小・中学校に通う場合、学区は以下の通りとなる。また、公立高等学校に通う場合の学区は以下の通りとなる。
| 字・番地等                                         | 小学校             | 中学校               | 高等学校 |
| -------------------------------------------------- | ------------------ | -------------------- | -------- |
| 下田、長田、北山、大応寺、流、箕ノ手の一部         | 日進市立西小学校   | 日進市立日進西中学校 | 尾張学区 |
| 屋下、下郷、村東、西組、中島、モチロ、箕ノ手の一部 | 日進市立赤池小学校 | 日進市立日進西中学校 | 尾張学区 |

## 施設

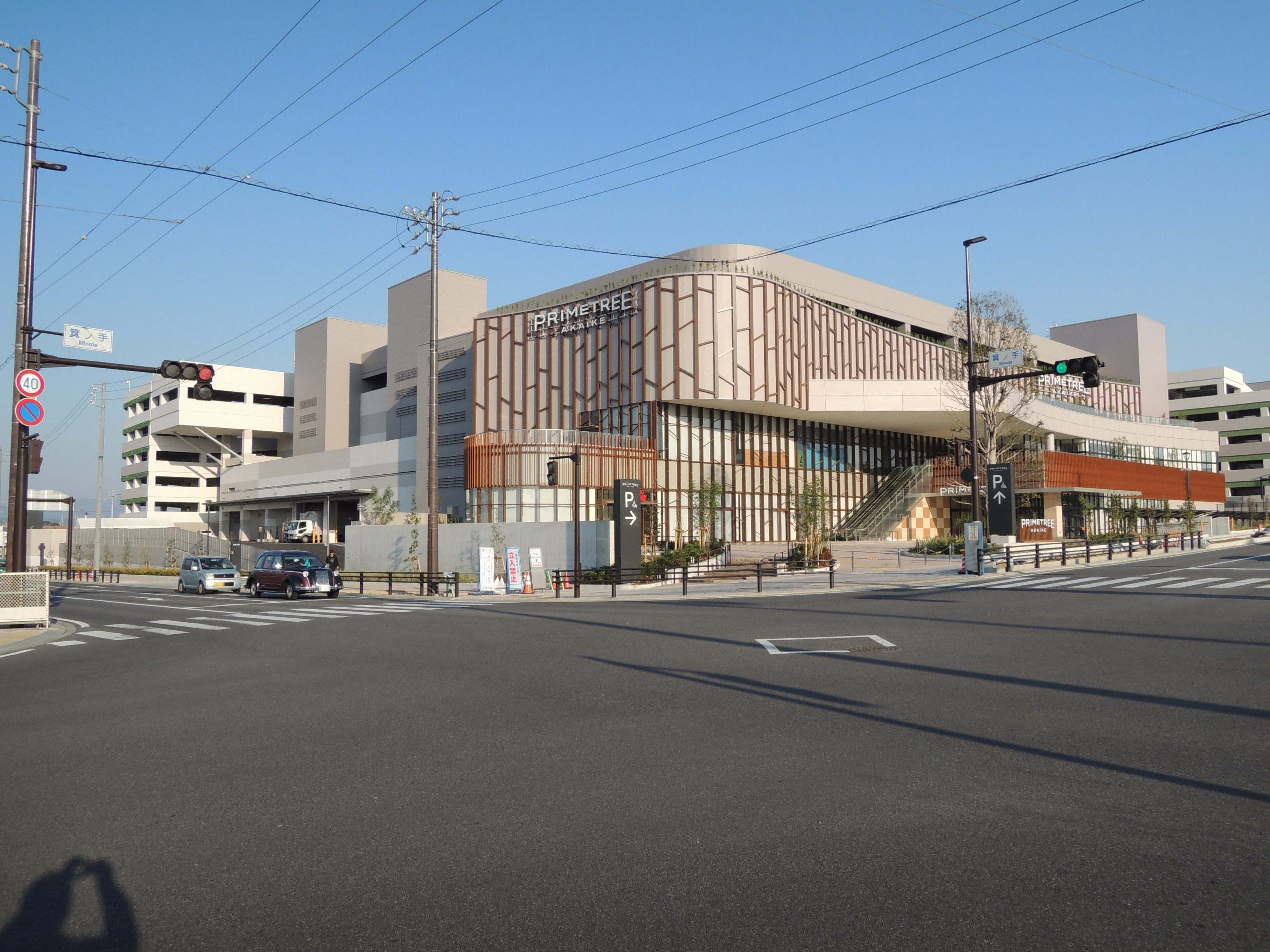
プライムツリー赤池

- 中部電力パワーグリッド日進変電所
- プライムツリー赤池
- コーナン日進店
- フェルナ赤池店
- 大垣共立銀行あかいけ支店
- あかいけ屋下保育園
- あかいけ箕ノ手保育園
- 日進市むつみ会館
- 上納池スポーツ公園（浅田町にまたがる）
- 明治記念館
- 天地社
- 龍淵寺
- 霊鷲院
- 平安会館平針赤池斎場
- 京楽産業.日進倉庫
- ステーキのあさくま本店

## 交通
- 国道153号（豊田西バイパス）
- 国道302号（名古屋環状2号線：下田地内をわずかに通る）
- 愛知県道56号名古屋岡崎線（平針街道）
- 愛知県道58号名古屋豊田線（飯田街道）
- 愛知県道221号岩崎名古屋線

## 著名な出身者
- 石田彰（声優） - 現在の赤池地区出身で、2019年からは市内を走るコミュニティバス「くるりんばす」の車内案内に起用され、話題を呼んだ[24]。